# لوخویتسیا
لوخویتسیا (به روسی: Лохвиця) شهری در استان پولتاوا در کشور اوکراین واقع شده‌است. جمعیت این شهر ۱۱,۱۱۹ نفر (۲۰۲۱ تخمینی)است.